# Нерско плато
Нѐрското плато (на руски: Нерское плоскогорье) е плато, в Североизточна Азия, в северозападната част на Магаданска област и източната част на Якутия, в Русия. Разположено е между планинската система Черски на североизток, Горноколимската планинска земя на югоизток и хребета Тас-Кистабит на югозапад. Дължина от северозапад на югоизток 130 km, ширина 50 – 70 km, височина от 700 до 1500 m. Изградено е от триаски и юрски пясъчници, алевролити и глинести шисти. В пясъчно-чакълестите наслаги се вместват златни орудявания. От него на северозапад водят началото си левите съставящи реки на река Нера (десен приток на Индигирка), а на югоизток – река Аян-Юрях (лява съставяща на Колима) и левият ѝ приток Бьорьольох. По-ниските части са заети от редки лиственични гори и участъци от кедров клек и хвойна, а над 1100 – 1200 m – от планинска тундра. По южните му склонове има фрагменти от степни растителни асоциации. По цялото му протежие от югоизток на северозапад преминава участък от 1000-километровото шосе от Магадан за Уст Нера, т.нар. „Колимски тракт“.